# 第一次英荷戰爭
第一次英荷戰爭（荷蘭語：Eerste Engels-Nederlandse oorlog，1652年－1654年）是四次英荷戰爭中的第一次，是英格兰联邦以及尼德兰七省共和国（荷兰共和国）爆發的海軍戰爭，戰爭的起因是貿易問題，而導火線卻是英國攻擊荷蘭商船，結果引發大規模的船艦行動，最終英國奪取英倫三島周圍海域的控制權，迫使荷蘭必須面對壟斷貿易以及交換部分殖民地。

## 背景
十六世紀英荷從一同打擊西班牙帝國的緊密的盟友變得漸行漸遠，在八十年戰爭中英國投入大量的金錢以及部隊支援荷蘭，在公元1604年英國以及西班牙達成和平協議，之後又歷經三十年戰爭的西班牙勢力更加式微，不少殖民地例如葡萄牙帝國等開始反抗，這種局勢導致西班牙必須和先前發生衝突的國家停止衝突狀態，當時的荷蘭也不例外，直到公元1590年荷蘭貿易量不斷的增長超過英國，漸漸的引發英國的不滿。
十七世紀中葉荷蘭開始在歐洲建造最大的貿易商船，荷蘭的船隻慢慢的超越其他國家的總和，他們的經濟植基於經貿上，讓荷蘭成為歐洲的霸權國，特別是荷蘭掌握了北海海域的貿易，之後荷蘭奪取不少葡萄牙在東印度的殖民地以及巴西，甚至逐漸影響英國在北美殖民地，在英國內戰時荷蘭更是大舉從中獲利，隨著公元1639年荷蘭奪取黨斯戰役的勝利擊敗西班牙的艦隊，荷蘭海軍的地位更大大的前進一步，並在公元1648年荷西兩國正式達成和平條約，然而荷蘭海軍的戰力反而鬆弛了，這年之後荷蘭開始販售大型船艦以維持經濟，公元1652年荷蘭只剩五十五艘武裝商船甚至適航力不佳，火力已經無法和英國前兩名的船艦相比
英吉利共和國海軍狀況已經超越荷蘭，而內戰的情勢也開始明朗，蘇格蘭和愛爾蘭的援兵以及物資逐漸送到克倫威爾的軍中，英國皇家海軍也被擊敗，共和軍開始接收皇家海軍的艦隊，西印度以及北美洲殖民地也逐漸被克倫威爾奪去，公元1651年十月十日英格蘭通過航海條例，凡是外國船隻停泊英國港口必須收取15%的關稅，而有十八艘荷蘭商船不願繳交而遭擊沉。

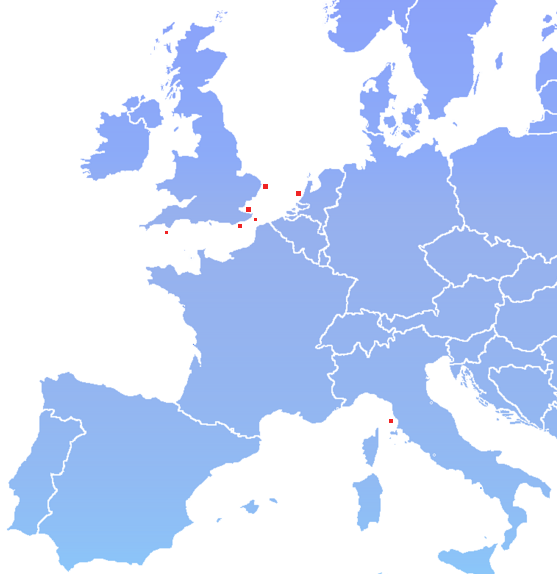
第一次英荷戰爭的戰役所在地

## 兩國間的政治緊張狀況
在英國內戰時荷蘭執政腓特烈亨利提供大量金援給英王查理一世，使英王擁有相當有實力的軍隊，當查理後來被斬首荷蘭斥責克倫威爾大逆不道，從此克倫威爾開始認為荷蘭將會是未來的敵人，不過兩國之間其實有相當的相似度：最重要的是他們皆為共和體制，當奧倫治家族的威廉二世接替其父亨利的執政之位時，威廉試圖以軍事獨裁建立君主政體，而荷蘭為了防止威廉的計謀得逞，向克倫威爾暗示如果可以加入反威廉的陣營，荷蘭各省可能願意加入英吉利共和國。

## 英國駐海牙代表團
公元1650年威廉驟逝，所以先前所提及支持克倫威爾的勢力不再，隔年1月28日荷蘭兩個國會向英吉利共和國宣告：他們極具誠意的想與克倫威爾商議解決兩國的摩擦，為了化解尷尬，同年三月七日，英國組成246人的代表團抵達海牙，並由奧勒佛約翰領團。依照談判的條件下，英荷兩國有可能更邁向團結。英國代表團誠摯地傳達克倫威爾的心意，但荷蘭的一致反應是既震驚又困惑。一個月後代表團傳達克倫威爾對二分天下的構想：「荷蘭控制亞非兩洲，而英國奪取西班牙在美洲既有的領土。」，克倫威爾心中的盤算是取得這麼多的殖民地後，英國人民或許就會推舉他為帝。然而當時荷蘭的眼光全部關注在西班牙控制的南尼德蘭地區，在代表團與七省代表各自商議之後，荷蘭拒絕英國的提議，因為他們並不希望英國攔阻自己征服世界的戰爭。其實這次協議包含了自由貿易的協定，然而荷蘭在如此的決議下，激怒了英國，這個不爭的事實讓兩國的合作已無希望，他們甚至互相指責對方的建議都是侮辱。

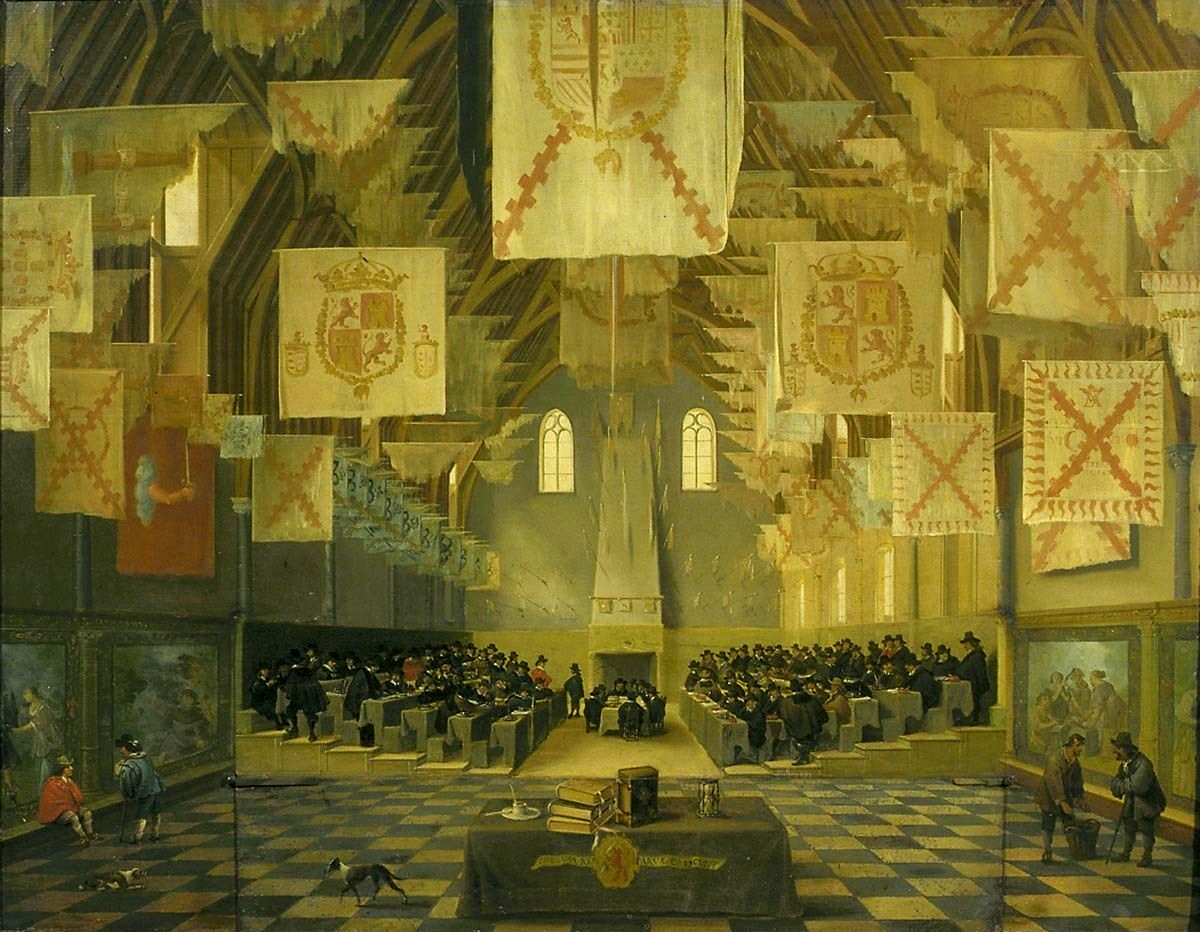

同時其他事件也讓代表團對荷蘭有所不滿。這時海牙當局的掌權者是奧蘭治親王威廉二世的遺孀，也就是前英王查理一世之女－瑪麗長公主。那些反對共和國的前朝貴族不是和其兄查理二世一樣待在蘇格蘭，就是遠渡重洋流亡到海牙，海牙已經成為保守黨的大本營以及奧倫治家族的勢力範圍。代表團員最後只能靠住所的武裝人員保護，才能離開荷蘭，因為他們懼於受到保護的保皇黨襲擊他們，而荷蘭議會政府又不願意冒著發生叛亂的可能性，來安定秩序以保護代表團。
在七月的最後一周，英國代表團帶著深深的遺憾離開荷蘭，他們的報告指出荷蘭共和國已為奧倫治家族所把持，是有可能危及英吉利共和國的。

## 戰爭爆發
當時法國支持英國的保皇黨勢力，因為當時英吉利共和國授予私掠許可證來汲取法國船隻和貨品大表不滿，而被私掠船攻擊的中立國受害者就屬荷蘭，另外共和國在威斯特戰役擊敗英王，舊仇加上新恨早已讓海牙當局有所不滿，在公元1651年十月英國國會通過航海法案，其規定只有英國籍船隻才能在英國港口停泊，其意十分明顯是針對貿易往來熱絡的荷蘭，就如喬治默克所言：「荷蘭擁有相當多的貿易量，而英國必須從中奪取。」
公元1652年因為巴巴多斯的荷蘭商船違反航海法，以致喬治阿薩斯對荷蘭的船艦追捕更加嚴格，在公元1651年-公元1652年間超過百艘商船被英國逮捕。另外，已逝的荷蘭執政威廉二世生前實行一項政策，以犧牲海軍來強大陸軍而導致各省轉移發展重點，只注重大城市諸如阿姆斯特丹以及鹿特丹的海軍發展，以至於到了公元1652年，荷蘭只備有150艘艦隊來迎敵英國。
同年三月十二日消息傳到倫敦後英吉利共和國也開始備戰，然而這兩個國家都自忖尚未完成，雙方都為了準備戰艦而延遲戰鬥，在同年5月29日雙方在英吉利海峽的丹佛遭遇，當時克倫威爾下令在北海通行的船隻都需要向英國國旗敬禮以恢復英國際有的國際地位，終於英軍向荷蘭開火而大戰爆發。

## 戰爭行動
不過荷蘭在即將爆發戰爭的時候派最高級的官員到倫敦，嘗試些許議和的可能性然而遭受拒絕，英國為了自尊心使得訴求變的日益極端，宣戰是英國國會在公元1652年7月10日發布，荷蘭外交開始憂慮到甚麼是利害攸關，一位大使道：「對英國來說是在打塊黃金，對荷蘭打卻是塊鐵」，然而荷蘭的奧倫治家族卻顯得心得意滿，因為他們期待在戰爭中獲勝已取得更大的權力。
戰事最初一個月都是英國在發動攻擊，英國派遣六十艘戰艦攻击荷蘭在北海的漁船和商船，之後荷蘭被迫離開英吉利海峽，同時擊敗從葡萄牙返航的荷蘭船艦，荷蘭立刻集結96艘船隻反擊卻被風向吹到北海去，在英國北部的蘇格蘭地區，荷蘭攻擊設德蘭島卻反倒被颶風吞沒，同年8月26日英軍襲擊荷蘭反遭擊敗。

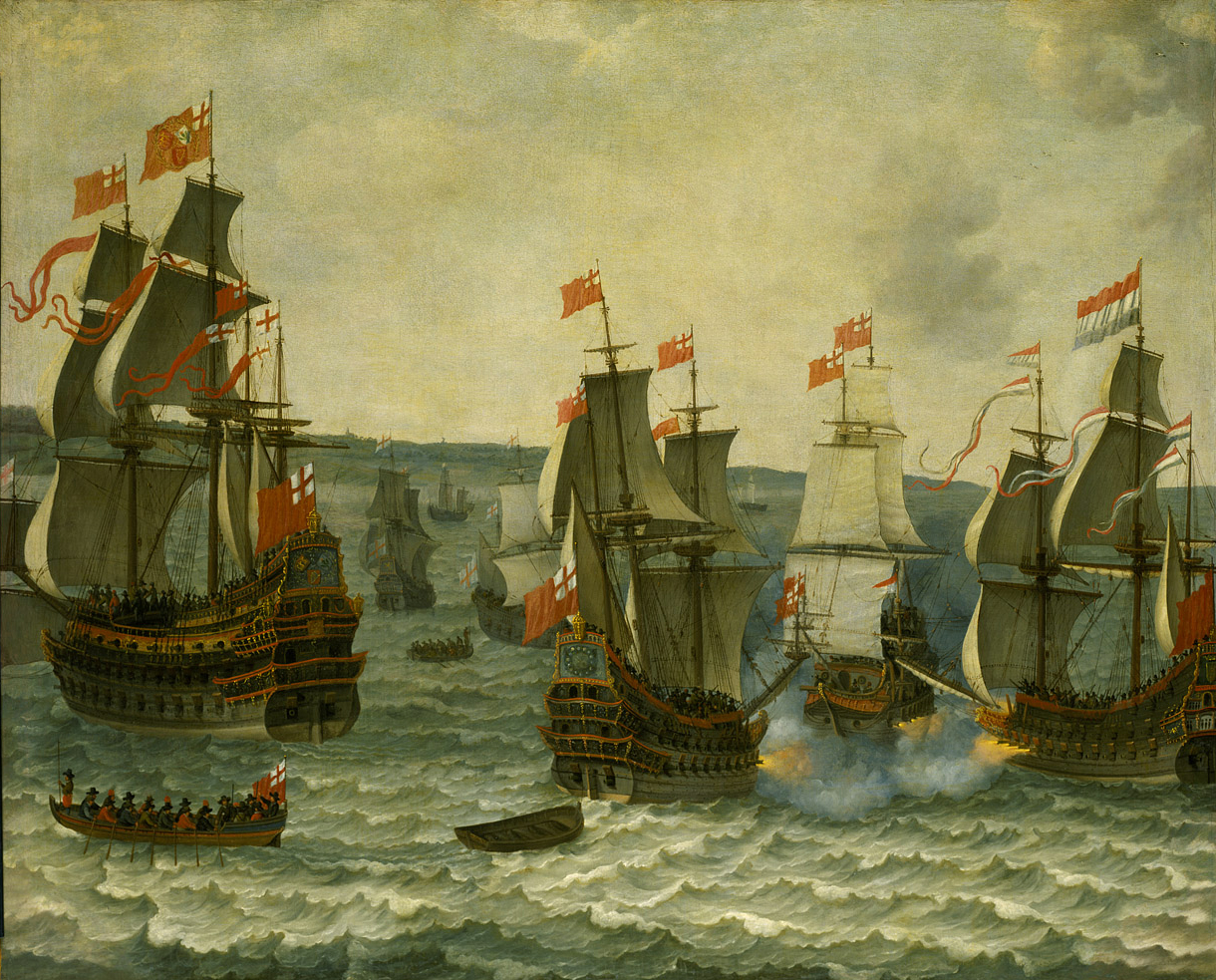

荷蘭艦隊據守設德蘭島，荷軍副司令下令部隊堅守不出，當時英軍從荷軍的攻勢下安然撤退，荷軍趁勢奪取制海權，公元1652年10月8日肯特郡之役爆發荷蘭揮軍泰晤士河，然而卻遭遇大量傷亡而撤軍，英國國會相信荷蘭接近潰敗的邊緣下令派遣二十艘戰艦馳援，這支部隊在十一月返回之時僅剩42人，而此時荷蘭窮盡一切努力加強艦隊，在十二月英軍犧牲地中海艦隊抵擋荷軍的再次攻勢，公元1653年三月幾乎所有軍力在此消耗殆盡，荷蘭趁勢奪取英吉利海峽、北海以及地中海制海權，英國船艦被封鎖在港口內無法動彈，克倫威爾要求國會通過和荷蘭的新和平法案，公元1653年二月對和平方案反應熱烈並且善意回信給英國。
就算這次的議和成功荷蘭共和國也是無法維持長期海戰的，強制徵召入伍是被禁止的，所以必須耗費鉅資才能夠維持必要的兵源，可是英國的走私活動又造成荷蘭航運的嚴重損失，因此在無其他盟友的協助下，荷蘭只能眼睜睜的看著巴西被葡萄牙重新站領。
儘管政客們意圖把國家再次帶到戰爭的邊緣，這場戰爭是兩國各顯神通而爭霸的一戰，公元1652-1653年的冬季中，他們把船隻修復並考量下一步的動作，公元1653年二月英國準備再次挑戰荷蘭，在三月的時候為時三天的波特蘭戰役爆發，他們試圖突破防線穿出英吉利海峽，這唐突的舉動可以看出英國已無和平的渴望，3月18日英國將領向國會提出和平方案的細節，而這個法案一再的被拖延，法案必須先通過才能進行談判，然而這點被忽視他們直接提出在中立國和談，5月23日克倫威爾解散殘缺議會，他直接在倫敦面會荷蘭使節，6月5日將領們直接把意思傳達給使節們。

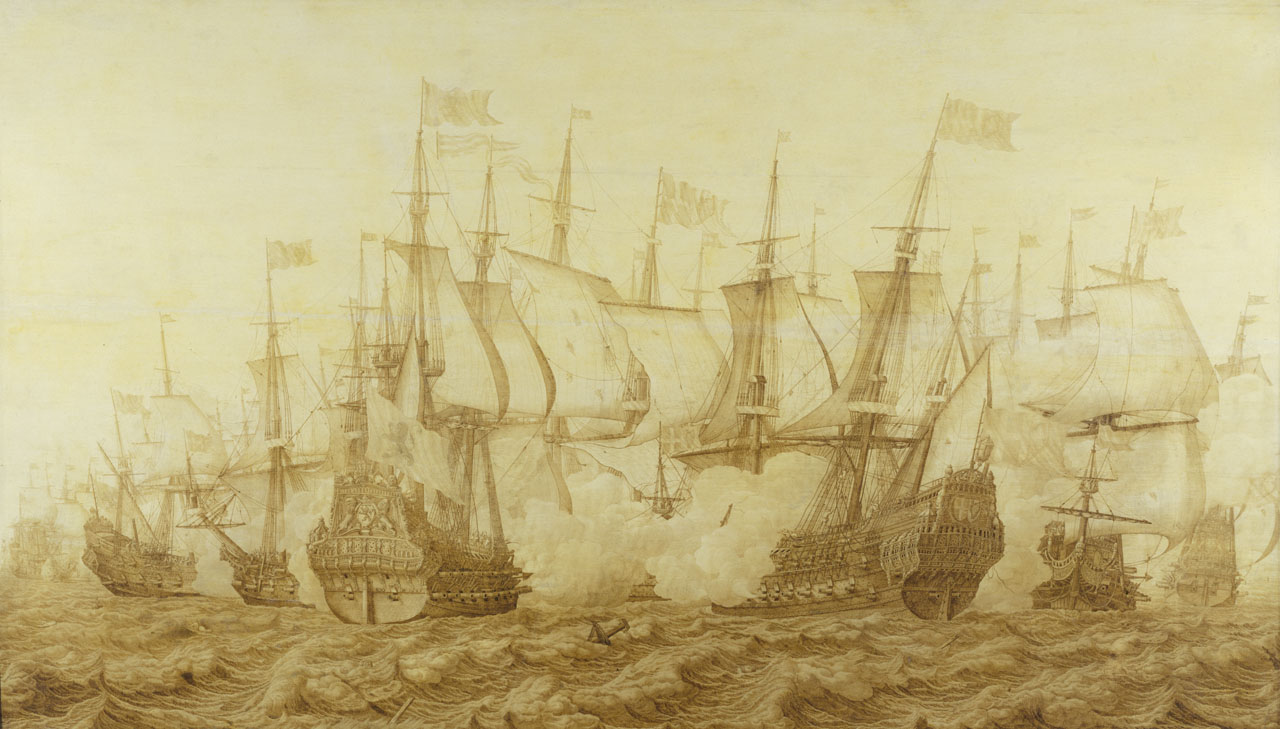

與此同時英國海軍正在奪取北海的控制權，在七月荷軍返回本土的港口而英軍也趁勢封鎖荷蘭沿岸，此舉直接導致荷蘭的經濟崩潰，荷蘭甚至無力提供糧食給都市的百姓。
最後一次戰爭在八月開打，荷蘭試圖破英軍的封鎖卻在特賽爾島遭遇擊敗，荷軍將領川普的陣亡大大打擊荷蘭的士氣導致荷蘭無力再戰，英國在此戰中獲取一千兩百艘戰船，約為當時荷蘭總額的8%。」，儘管獲利匪淺卻使兩國個新教國家都浪費太多的資源，克倫威爾本身也為這些損失大大的憤怒，因為天主教出身的西班牙坐享漁翁之利，克倫威爾終於願意在六月下旬和荷蘭使節好好和談。

## 結果
克倫威爾再次提出英荷聯邦的方案，但是在10月21日遭受荷蘭拒絕，克倫威爾至此才明白荷蘭早就沒有併入英國的意願，他這才了解兩年前代表團回覆的意思。但是他仍認為兩國應該建立一個軍事同盟，於是他決定放寬航海法案，希望聯盟荷蘭以便打擊西班牙帝國在美洲的領土。然而這個方案也被拒絕，克倫威爾因此提出27項要求，表示對此舉的些微憤怒，其中有兩項是荷蘭完全無法接受的：首先，荷蘭所有的保皇黨人必須被驅逐；其次，荷蘭的盟友丹麥必須放棄和瑞典的戰爭，最終克倫威爾放棄這兩項要求。克倫威爾在1654年4月15日下達最後的和平要求，在同年4月22日荷蘭決定接受，雙方簽定西敏寺條約，荷蘭接受航海法案，尊重英國海船應有的權利。條約附帶一個密件：禁止已故的前執政之子掌權，這位王子也就是日後的英國國王威廉三世。這個條款凸顯克倫威爾對奧倫治家族的憂慮，或許他其實是想安插可信任的人去領導荷蘭政治，也就是後來的荷蘭省大議長——年輕的德·維特以及其叔父康奈里斯·迪高洛夫。
然而，兩國的商業衝突與競爭並未真正解決，特別是海外殖民地爭奪之摩擦，將持續造成英荷兩國的紛爭。他們都想憑藉著戰船以及武器，將對方據為己有。荷蘭領悟到船艦上的弱勢而開始各個重大的造船計畫，在各地開始建造風帆戰列艦，甚至法律明文規定不得將這新造的六十艘出售，第二次英荷戰爭其實已經在醞釀當中。

## 意義
第一次英荷戰爭是戰爭史上人類單純在海上的船艦戰鬥，沒有任何登陸以及地面作戰的目標，儘管荷蘭曾提出計畫進攻梅德維，這場戰爭也凸顯人類海上科技的進步。